# Ixodes lemuris
Ixodes lemuris är en fästingart som beskrevs av Joseph Charles Arthur 1958. Ixodes lemuris ingår i släktet Ixodes och familjen hårda fästingar.
Artens utbredningsområde är Madagaskar. Inga underarter finns listade i Catalogue of Life.